# Волков Костянтин Юрійович
Костянтин Юрійович Волков  (рос. Константин Юрьевич Волков, 28 лютого 1960) — радянський легкоатлет, олімпієць.

## Виступи на Олімпіадах
| Олімпіада   | Дисципліна         | Місце |
| ----------- | ------------------ | ----- |
| Москва 1980 | стрибки з жердиною | 2T    |